# Return of the Champions
Albums de Queen
Queen on Fire: Live at the Bowl
(2004) Queen Rock Montreal
(2007)
Return of the Champions est un double album live du groupe Queen + Paul Rodgers, sorti en 2005. Il a été enregistré la même année lors d'un concert à Sheffield. Brian May et Roger Taylor se sont associés au chanteur Paul Rodgers afin de redonner vie aux chansons qui ont jalonné la carrière du groupe pendant près de 20 ans. Le bassiste original du groupe, John Deacon, n'a pas souhaité prendre part à cette tournée, il a été remplacé par Danny Miranda.
Cet enregistrement est un témoignage de la première tournée du groupe depuis la mort de Freddie Mercury en 1991.
Le concert est également sorti en DVD, avec en titre bonus une reprise de Imagine de John Lennon enregistrée à Hyde Park.

## Répertoire
Le répertoire du concert est essentiellement constitué de titres de Queen. Paul Rodgers est le chanteur principal, mais Brian May et Roger Taylor chantent légitimement quelques-unes de leurs chansons. Ainsi, Roger Taylor chante Say It's Not True, I'm In Love With My Car, These Are the Days of Our Lives et le début de Radio Ga Ga. Quant à Brian May, il chante '39, Love of My Life (qu'il dédicace à la mère de Freddie Mercury, présente dans la salle ce soir-là) et le début de Hammer to Fall. Le groupe puise également dans le répertoire de Paul Rodgers avec des titres qu'il a chantés au sein de des groupes Free et Bad Company, parmi lesquels All Right Now. Le titre Last Horizon est une composition de Brian May qui figure sur son premier album solo Back to the Light (1992). Sur la première partie de Bohemian Rhapsody, le groupe joue sur un play-back de Freddie Mercury.

## Le groupe
- Paul Rodgers - chant, guitare
- Brian May - guitare, chœurs, chant
- Roger Taylor - batterie, chœurs, chant
- Spike Edney - claviers, chœurs
- Jamie Moses - guitare, chœurs
- Danny Miranda - basse, chœurs

## Liste des pistes
N.B. : Paul Rodgers est le chanteur principal, sauf exceptions notées

### CD 1
| No  | Titre                                                               | Auteur                                                                 | Durée |
| --- | ------------------------------------------------------------------- | ---------------------------------------------------------------------- | ----- |
| 1.  | Reaching Out                                                        | Don Black, Andy Hill                                                   |       |
| 2.  | Tie Your Mother Down                                                | Brian May                                                              |       |
| 3.  | I Want to Break Free                                                | John Deacon                                                            |       |
| 4.  | Fat Bottomed Girls                                                  | May                                                                    |       |
| 5.  | Wishing Well                                                        | Paul Rodgers, Paul Kossoff, John Bundrick, Tetsu Yamauchi, Simon Kirke |       |
| 6.  | Another One Bites the Dust                                          | Deacon                                                                 |       |
| 7.  | Crazy Little Thing Called Love                                      | Freddie Mercury                                                        |       |
| 8.  | Say It's Not True (interprété par Roger Taylor)                     | Roger Taylor                                                           |       |
| 9.  | '39 (interprété par Brian May)                                      | May                                                                    |       |
| 10. | Love of My Life (interprété par Brian May)                          | Mercury                                                                |       |
| 11. | Hammer to Fall (interprété par Brian May et Roger Taylor)           | May                                                                    |       |
| 12. | Feel Like Makin' Love                                               | Rodgers, Mick Ralphs                                                   |       |
| 13. | Let There Be Drums                                                  | Sandy Nelson, Richard Podolor                                          |       |
| 14. | I'm in Love with My Car (interprété par Roger Taylor)               | Taylor                                                                 |       |
| 15. | Guitar Solo (solo tiré de Brighton Rock ; interprété par Brian May) | May                                                                    |       |
| 16. | Last Horizon                                                        | May                                                                    |       |

### CD 2
| No  | Titre                                                                                           | Auteur                       | Durée |
| --- | ----------------------------------------------------------------------------------------------- | ---------------------------- | ----- |
| 1.  | These Are the Days of Our Lives (interprété par Roger Taylor)                                   | Queen                        |       |
| 2.  | Radio Ga Ga (interprété par Brian May et Roger Taylor)                                          | Taylor                       |       |
| 3.  | Can't Get Enough                                                                                | Ralphs                       |       |
| 4.  | A Kind Of Magic                                                                                 | Taylor                       |       |
| 5.  | I Want It All (interprété par Brian May et Roger Taylor)                                        | Queen                        |       |
| 6.  | Bohemian Rhapsody (interprété par Paul Rodgers avec la voix pré-enregistrée de Freddie Mercury) | Mercury                      |       |
| 7.  | The Show Must Go On                                                                             | Queen                        |       |
| 8.  | All Right Now                                                                                   | Andy Fraser, Rodgers         |       |
| 9.  | We Will Rock You                                                                                | May                          |       |
| 10. | We Are the Champions                                                                            | Mercury                      |       |
| 11. | God Save the Queen                                                                              | traditionnel arrangé par May |       |

| 12. | It's a Beautiful Day (remix) (avec la voix pré-enregistrée de Freddie Mercury) | Queen       |  |
| 13. | Imagine (interprété par Paul Rodgers, Brian May et Roger Taylor)               | John Lennon |  |